# Ценово (Старозагорская область)
Ценово (болг. Ценово) — село в Болгарии. Находится в Старозагорской области, входит в общину Чирпан. Население составляет 142 человека.

## Политическая ситуация
Кмет (мэр) общины Чирпан — Васил Георгиев Донев (коалиция: Политическое движение социал-демократов (ПДСД) и Объединённый блок труда (ОБТ)) по результатам выборов в правление общины.